# Сизябск
Сизябск (коми Сизяб) — село в Ижемском районе Республики Коми. Центр одноимённого сельского поселения.
Сизябск был основан выходцами из Ижмы в 1728 году. В Сизябске расположена Богоявленская церковь, построенная в 1843—1854 годах. В 1971 году Сизябский колхоз «Заветы Ильича» был награждён орденом Трудового Красного Знамени.
Экономика села представлена СПК «Заречье». В селе имеется средняя школа, детский сад, библиотека, дом культуры, частный музей оленеводческого быта.

## Население
| 1782 | 1795 | 1816 | 1850 | 1859 | 1897 | 1905 | 1926 | 1970 | 1979 | 1989 |
| ---- | ---- | ---- | ---- | ---- | ---- | ---- | ---- | ---- | ---- | ---- |
| 464  | 606  | 832  | 1878 | 2154 | 2120 | 2637 | 1858 | 1614 | 1560 | 1406 |

| 2002 | 2010  | 2021  |
| ---- | ----- | ----- |
| 1329 | ↘1232 | ↘1133 |